# Лаурелло, Мартин
Мартин Лаурелло (нем. и англ. Martin Laurello) — артист цирка имеющий редкую аномалию: он мог поворачивать голову на 180°. Известен под прозвищем «человек-сова».

## Биография
Родился Мартин Эммерлинг в Нюрнберге в простой немецкой семье. Родители заметили, что их сын мог поворачивать голову на 180° и при этом не чувствовал боли. Родители были удивлены своим малышом. Но Мартин не мог долго быть с вывернутой шеей, так как в таком положении ему было трудно дышать. Когда Мартин вырос, он стал выступать в цирке и ездить по Европе, но ему было этого мало, он хотел больше славы. В 1907 году он переехал в США, несмотря на то, что он не любил Америку. Он назвал себя Мартин Лаурелло. Он работал в цирке показывая своё тело. Лаурелло не мог нормально дышать с вывернутой шеей, но мог пить и курить. Вскоре он женился, но в 1931 году его жена написала на Мартина заявление в полицию после чего Мартина арестовали. Карьера была успешной. Умер Мартин Лаурелло в 1955 году от сердечного приступа. 